# Portland Timbers (2009)

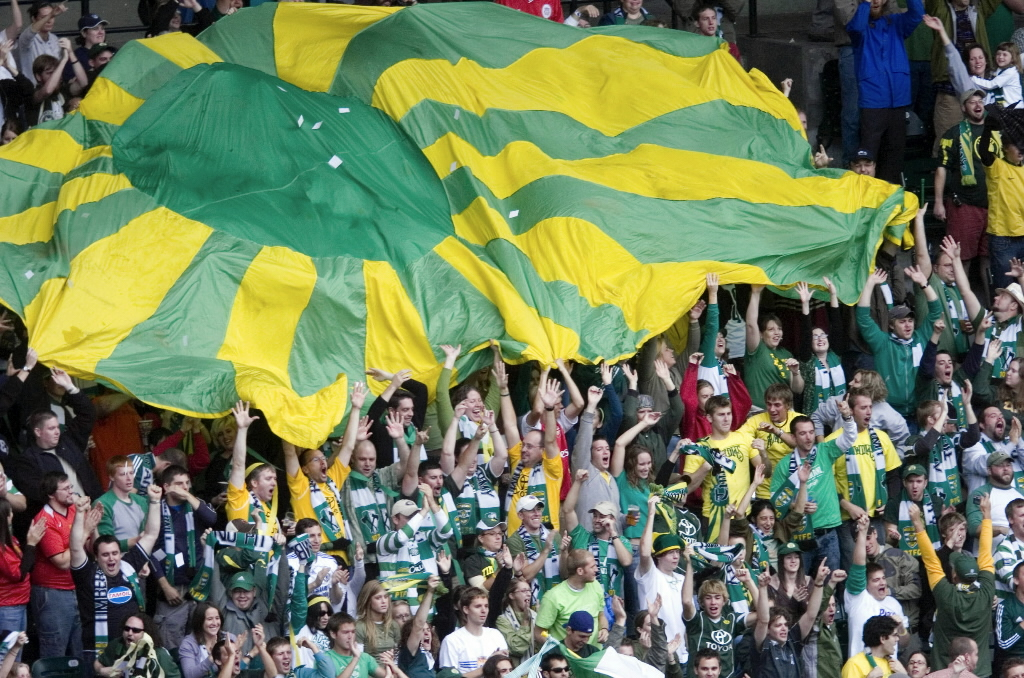
Fans van Portland Timbers

Portland Timbers is een professionele voetbalclub uit de Amerikaanse stad Portland, die sinds het seizoen 2011 uitkomt in de Western Conference in de Major League Soccer. De thuiswedstrijden worden in Providence Park gespeeld, dat plaats biedt aan 25.218 toeschouwers.
In 2001 werd de club gestart onder de naam Portland Timbers. De club ging spelen op het tweede niveau in de United Soccer League met wisselend succes tot op 20 maart 2009 een licentie werd toegekend om te spelen in de Major League Soccer.

## Erelijst
- MLS Cup

Winnaar:  2015 (1×)
Finalist: 2018, 2021 (2×)
- MLS is Back Cup

Winnaar: 2020 (1×)

## Geschiedenis
| - Op 20 maart 2009 werd Portland Timbers opnieuw opgericht. - 2011: 6e plaats Western Conference MLS (1e niveau) - 2012: 8e plaats Western Conference MLS - 2013: 1e plaats Western Conference MLS Halve finale MLS Cup Halve finale Lamar Hunt U.S. Open Cup - 2014: 6e plaats Western Conference MLS Kwartfinale U.S. Open Cup - 2015: 3e plaats Western Conference MLS Winnaar MLS Cup (1e landskampioenschap) Groepsfase CONCACAF Champions League - 2016: 7e plaats Western Conference MLS - 2017: 1e plaats Western Conference MLS Kwartfinale MLS Cup Groepsfase CONCACAF Champions League - 2018: 5e plaats Western Conference MLS Finale MLS Cup Kwartfinale Lamar Hunt U.S. Open Cup - 2019: 6e plaats Western Conference MLS 1e ronde MLS Cup Halve finale Lamar Hunt U.S. Open Cup - 2020: 3e plaats Western Conference MLS 1e ronde MLS Cup Winnaar MLS is Back Tournament (1e titel) - 2021: 4e plaats Western Conference MLS Finale MLS Cup Kwartfinale CONCACAF Champions League - 2022: 8e plaats Western Conference MLS - 2023: 10e plaats Western Conference MLS 2e ronde Leagues Cup - 2024: 9e plaats Western Conference MLS voorronde MLS Cup 2e ronde Leagues Cup |